# Aoife Hannon
Aoife Hannon (Limerick, 1992) è una modella irlandese, vincitrice del concorso Miss Universo Irlanda 2011, che si è tenuto il 10 giugno 2011 presso il Burlington Hotel di Dublino. La Hannon, che è alta un metro e settantotto centimetri, gareggiava al concorso in qualità di rappresentante di Listowel, ed è stata incoronata dalla detentrice del titolo uscente, Rozanna Purcell
In quanto vincitrice del titolo di bellezza nazionale, Aoife Hannon ha rappresentato l'Irlanda in occasione di Miss Universo 2011, che si è tenuto a São Paulo, in Brasile, il 12 settembre 2011.